# Anisodes insitiva
Anisodes insitiva là một loài bướm đêm trong họ Geometridae.